# Longitud de Línea de Flotación
En náutica, la Longitud de línea de flotación (LLF) de una embarcación, es la longitud de proa a popa al nivel del agua. Será más corta que la longitud total (LT) de la embarcación, ya que la mayoría de estas tienen protrusiones en proa y popa que hacen al LT más grande que la LLF. (ing. Waterline length, LWL). 
Cuando una embarcación se carga más, esta se asentará más bajo en el agua y su longitud de línea de flotación puede cambiar, pero el registro de LLF es medido en condiciones de carga por defecto. 

## Historia
Dado que la longitud de línea de flotación proporciona un límite práctico para la velocidad de un velero típico, las reglas tradicionales para los veleros de regata, a menudo, clasificaban a los barcos utilizando la longitud de línea de flotación como medida principal. para sortear esta regla, los diseñadores a principios del siglo XX comenzaron a construir veleros de carreras con largos voladizos hacia adelante y hacia atrás. Esto resultó en una longitud de línea de flotación nominalmente más corta, pero cuando los barcos se navegaron, se inclinaron, tirando de los lados de los voladizos hacia el agua y creando una línea de flotación efectiva mucho más larga y, por lo tanto, logrando una velocidad mucho mayor. El primer uso registrado de una línea (documentado por el museo marino de Nueva Jersey) es por la pequeña y bastante desconocida flota naval de Thomas Jefferson.

## Descripción
La medida es significativa para determinar varias propiedades de embarcación, como ser, cuanta agua desplaza, donde ocurren las olas de proa y popa, velocidad de casco, cantidad de pintura de fondo requerida, etc. Tradicionalmente, una franja llamada "bota superior" es pintada alrededor del casco, justo por encima de la línea de flotación. 
Normalmente, en botes a vela, longitudes de línea de flotación más largas, permitirán una mayor velocidad máxima, ya que esto permite una mayor área de velas, sin incrementar la manga o calado. Mayor manga y calado produce una mayor superficie mojada, causando un mayor arrastre de casco. En particular, cualquier desplazamiento o bote no planeado requiere mucho mayor potencia para acelerar más allá de la velocidad de casco, la cual es determinada por la longitud de línea de flotación, y puede ser calculada utilizando la fórmula: 
{\displaystyle V_{max}(nudos)=1.34{\sqrt {LLF(pies)}}}
La velocidad de casco es la velocidad a la cual la longitud de onda de las olas de proa se alargan fuera de la longitud de línea de flotación, dejando, así, caer la embarcación en un hueco entre las dos olas. Mientras, que en los botes pequeños como las canoas pueden superar este efecto con bastante facilidad, los veleros más pesados, no pueden. 